# IHH
İHH İnsani Yardım Vakfı (zkráceně IHH, turecky celým jménem İnsan Hak ve Hürriyetleri ve İnsani Yardım Vakfı, anglicky Humanitarian Relief Foundation, celým jménem The Foundation for Human Rights and Freedoms and Humanitarian Relief, česky Nadace pro lidská práva a svobody a humanitární pomoc) je turecká nezisková organizace, která je aktivní ve více než 100 zemích světa.
IHH byla založena v roce 1992 a oficiálně zaregistrována v Istanbulu v roce 1995. Poskytuje humanitární pomoc v oblastech postižených válečnými konflikty a přírodními katastrofami. Mezi její hlavní projekty patří též africké kampaně zaměřené na operace šedého zákalu a na budování studní.
Světové mediální pozornosti se organizaci IHH dostalo v roce 2010, kdy při pokusu o prolomení námořní blokády Gazy došlo na palubě její lodi s humanitární pomocí ke konfliktu s izraelskými složkami, ve kterém zahynulo 9 aktivistů IHH.
V březnu 2015 se organizaci IHH po dvouměsíčním intenzivním vyjednávání podařilo vysvobodit české cestovatelky Antonii Chrásteckou a Hanu Humpálovou, které byly dva roky vězněny v Pákistánu poté, co byly během pozemní cesty do Indie uneseny skupinou ozbrojenců.